# Bulgaren in Nederland
Met Bulgaren in Nederland (Bulgaars: Българи в Нидерландия, Balgari v Niderlandija; Turks: Hollanda'daki Bulgarlar) of Bulgaarse Nederlanders worden in Nederland wonende Bulgaren of Nederlanders van Bulgaarse afkomst aangeduid. Volgens het Centraal Bureau voor de Statistiek (CBS) woonden er per 1 maart 2020 zo’n 41.100 mensen met een migratieachtergrond uit Bulgarije in Nederland. Van de Bulgaarse migranten in Nederland is het overgrote deel van Turkse origine, hetgeen het gevolg is van een grote aanwezigheid van de Turkse Nederlanders. Verder leven er relatief veel (Turkstalige) Bulgaarse Roma in Nederland.

## Bevolkingsontwikkeling
Tussen 1996 en 2020 is het aantal Bulgaren in Nederland vervijfentwintigvoudigd (van ongeveer 1.500 personen naar 40.000 personen). Vooral vanaf 2007, na de toetreding van Bulgarije tot de Europese Unie, steeg het aantal Bulgaarse migranten in een snel tempo. In 2010 was 0,17% van de Bulgaarse staatsburgers wereldwijd woonachtig in Nederland, waardoor Nederland, op Spanje (2,27%), Duitsland (0,87%), Italië (0,62%) en België (0,18%) na, de populairste migratiebestemming voor migranten uit Bulgarije is.
| Eerste generatie | 1.082 | 1.656 | 3.099 | 13.355 | 20.025 | 34.580 |        |
| Tweede generatie | 412   | 518   | 869   | 1.701  | 3.283  | 5.636  |        |
| Totaal           | 1.494 | 2.174 | 3.968 | 15.056 | 23.308 | 40.216 | 47.699 |

Iets meer dan de helft van Bulgaarse migranten in Nederland bestaat uit etnische Turken, die oorspronkelijk uit Noordoost-Bulgarije en nabijgelegen plattelandsgemeenten komen (met name de oblasten Targovisjte, Razgrad, Lovetsj, Silistra, Sjoemen en Veliko Tarnovo), maar er is ook een grote groep die oorspronkelijk uit de zuidelijke oblast Kardzjali komt. De herkomstregio voor de etnische Bulgaren is vooral de stad Sofia en nabijgelegen gemeenten. Er is een significante minderheid van geïslamiseerde Bulgaren, ook wel Pomaken genoemd. De Pomaken vormen ongeveer 15% van de etnische Bulgaren in Nederland. Het percentage Roma onder de Bulgaren in Nederland is onbekend.
Van de personen met een Bulgaarse migratie-achtergrond bestond in 2022 ongeveer 16,7% uit kinderen tussen de 0-14 jaar (7.971 personen), terwijl slechts 2,5% 65 jaar of ouder was. De grootste leeftijdscohorten vormden de 20 tot 25-jarigen met 5.943 personen, gevolgd door de 30-35-jarigen en de 25-29-jarigen met 5.624 respectievelijk 5.214 personen. De gemiddelde leeftijd van de Bulgaren in Nederland is ongeveer 31,4 jaar in 2022, waarmee ze jonger zijn dan de gemiddelde Nederlandse bevolking. Ook zijn de Bulgaren in Nederland jonger dan de bevolking van Bulgarije in het algemeen, waar de gemiddelde leeftijd ongeveer 43 jaar is. 

## Religie
Vrijwel alle Bulgaarse immigranten in Nederland zijn religieus (97%). Het bijwonen van religieuze bijeenkomsten is, zowel onder moslims als onder christenen, laag (2%). Dit komt vooral vanwege de jarenlange onderdrukking van religie tijdens het communistisch regime.
Nagenoeg alle Bulgaarse Turken in Nederland zijn (seculiere) moslims.  Al met al vormen moslims (Bulgaarse Turken en Pomaken) ongeveer 60%-62% van de Bulgaarse bevolking in Nederland.
Zo’n 34 tot 38% behoort tot het christendom. De christenen onder Bulgaarse immigranten zijn nagenoeg uitsluitend etnische Bulgaren. In de wijk Kortenbos in Den Haag bevindt zich een parochie van de Bulgaars-Orthodoxe Kerk genaamd ’’Bulgaars “Heilige Eerwaardige Païsii Hilendarski” Nederland’’. 

## Economie
In 2011 kwam 60% van alle Bulgaarse migranten voor werk, 26% voor gezinsredenen en 10% voor studie. De arbeidsmarktdeelname van Bulgaarse mannen schommelt rond de 67%, terwijl Bulgaarse vrouwen veel minder vaak werkzaam zijn (36%).

## Bekende Nederlanders van Bulgaarse afkomst
- Jaroslawa Dankowa (1925-1999), beeldhouwster
- Peter Lazarov (1958), kunstenaar en graficus
- Vesko Eschkenazy (1970), violist
- Tatiana Koleva (1970), percussionist
- Maria Genova (1973), journaliste en schrijfster
- Ivan Tsvetkov (1979), voetballer
- Kalina Vladovska (1999 of 2000), percussionist